# 40. ceremonia wręczenia Złotych Globów
Złote Globy za rok 1982 przyznano 29 stycznia 1983 r. w Beverly Hilton Hotel w Los Angeles.

Nagroda im. Cecila B. DeMille’a za całokształt twórczości otrzymał Laurence Olivier.

Laureaci:

## Kino

### Najlepszy film dramatyczny
E.T., reż. Steven Spielberg

nominacje:
- Zaginiony, reż. Costa-Gavras
- Oficer i dżentelmen, reż. Taylor Hackford
- Wybór Zofii, reż. Alan J. Pakula
- Werdykt, reż. Sidney Lumet

### Najlepsza komedia/musical
Tootsie, reż. Sydney Pollack

nominacje:
- Najlepszy mały burdelik w Teksasie, reż. Colin Higgins
- Diner, reż. Barry Levinson
- Mój najlepszy rok, reż. Richard Benjamin
- Victor/Victoria, reż. Blake Edwards

### Najlepszy aktor dramatyczny
Ben Kingsley – Gandhi

nominacje:
- Jack Lemmon – Zaginiony
- Richard Gere – Oficer i dżentelmen
- Albert Finney – Najwyższa stawka
- Paul Newman – Werdykt

### Najlepsza aktorka dramatyczna
Meryl Streep – Wybór Zofii

nominacje:
- Jessica Lange – Frances
- Sissy Spacek – Zaginiony
- Debra Winger – Oficer i dżentelmen
- Diane Keaton – Najwyższa stawka

### Najlepszy aktor w komedii/musicalu
Dustin Hoffman – Tootsie

nominacje:
- Al Pacino – Autor! Autor!
- Peter O’Toole – Mój najlepszy rok
- Henry Winkler – Nocna zmiana
- Robert Preston – Victor/Victoria

### Najlepsza aktorka w komedii/musicalu
Julie Andrews – Victor/Victoria

nominacje:
- Carol Burnett – Annie
- Aileen Quinn – Annie
- Goldie Hawn – Najlepsi przyjaciele
- Dolly Parton – Najlepszy mały burdelik w Teksasie
- Sally Field – Pocałuj mnie na do widzenia

### Najlepszy aktor drugoplanowy
Louis Gossett Jr. – Oficer i dżentelmen

nominacje:
- David Keith – Oficer i dżentelmen
- Raúl Juliá – Burza
- Jim Metzler – Tex
- James Mason – Werdykt

### Najlepsza aktorka drugoplanowa
Jessica Lange – Tootsie

nominacje:
- Cher – Wróć, Jimmy Deanie
- Kim Stanley – Frances
- Lainie Kazan – Mój najlepszy rok
- Lesley Ann Warren – Victor/Victoria

### Najlepsza reżyseria
Richard Attenborough – Gandhi

nominacje:
- Steven Spielberg – E.T.
- Costa-Gavras – Zaginiony
- Sydney Pollack – Tootsie
- Sidney Lumet – Werdykt

### Najlepszy scenariusz
John Briley – Gandhi

nominacje:
- Melissa Mathison – E.T.
- Costa-Gavras i Donald E. Stewart – Zaginiony
- Larry Gelbart i Murray Schisgal – Tootsie
- David Mamet – Werdykt

### Najlepsza muzyka
John Williams – E.T.

nominacje:
- Vangelis – Łowca androidów
- Giorgio Moroder – Ludzie-koty
- Dudley Moore – Sześć tygodni
- Henry Mancini – Victor/Victoria

### Najlepsza piosenka
„Up Where We Belong” – Oficer i dżentelmen – muzyka: Jack Nitzsche i Buffy Sainte-Marie; słowa: Will Jennings

nominacje:
- „Theme from Cat People” Ludzie koty – muzyka: Giorgio Moroder; słowa: David Bowie
- „Making Love” – Kochać się – muzyka: Burt Bacharach i Bruce Roberts; słowa: Bruce Roberts i Carole Bayer Sager
- „Eye of the Tiger” – Rocky III – muzyka i słowa: Jim Peterik i Frankie Sullivan
- „If We Were In Love” – Yes, Giorgio – muzyka: John Williams; słowa: Alan Bergman i Marilyn Bergman

### Najlepszy film zagraniczny
Gandhi, reż. Richard Attenborough (Wielka Brytania) 

nominacje:
- Fitzcarraldo, reż. Werner Herzog (RFN)
- Walka o ogień, reż. Jean-Jacques Annaud (Kanada/Francja)
- Człowiek znad Śnieżnej Rzeki, reż. George Miller (Australia)
- Traviata, reż. Franco Zeffirelli (Włochy)
- Droga, reż. Yilmaz Güney (Szwajcaria/Turcja)

### Odkrycie roku - aktor
Ben Kingsley – Gandhi

nominacje:
- Eddie Murphy – 48 godzin
- Henry Thomas – E.T.
- David Keith – Oficer i dżentelmen
- Kevin Kline – Wybór Zofii

### Odkrycie roku - aktorka
Sandahl Bergman – Conan Barbarzyńca

nominacje:
- Aileen Quinn – Annie
- Amy Madigan – Dziecko miłości
- Lisa Blount – Oficer i dżentelmen
- Katherine Healy – Sześć tygodni
- Molly Ringwald – Burza